# Robert John Rose
Robert John Rose (* 28. Februar 1930 in Grand Rapids; † 2. März 2022 ebenda) war ein US-amerikanischer Geistlicher und römisch-katholischer Bischof von Grand Rapids.

## Leben
Robert John Rose begann seine priesterliche Ausbildung am Saint Joseph's Seminary, wo er die High School und das Junior College absolvierte. Er studierte Philosophie am Seminaire de Philosophie in Montreal, Kanada. Weitere theologische Studien und die Vorbereitung auf das Priesteramt absolvierte er an der Päpstlichen Universität Urbaniana in Rom. Der Kardinalvikar und Kardinalpräfekt der Kongregation für die Institute geweihten Lebens und für die Gesellschaften apostolischen Lebens, Clemente Kardinal Micara, spendete ihm am 21. Dezember 1955 in der Propaganda-Fide-Kapelle in Rom die Priesterweihe. Nach seiner Priesterweihe erwarb er einen Masterabschluss in Pädagogik an der Universität von Michigan.
1956 wurde Robert Rose in den Lehrkörper des Seminars Saint Joseph berufen, wo er dreizehn Jahre lang Religion, Latein, Griechisch (klassisches und neues Testament), Französisch und Musik (Gesang) unterrichtete. Von 1969 bis 1971 war er der erste Leiter von Christopher House, einem Wohnheim des Seminars in der Nähe des Aquinas College in Grand Rapids. Von 1971 bis 1977 war er Rektor des Saint John's Provincial Seminary in Plymouth. Er kehrte in das Bistum Grand Rapids zurück und war von 1977 bis 1981 Pfarrer der Sacred Heart Parish in Muskegon Heights.
Papst Johannes Paul II. ernannte ihn am 13. Oktober 1981 zum Bischof von Gaylord. Der Erzbischof von Detroit Edmund Casimir Kardinal Szoka spendete ihm am 6. Dezember desselben Jahres die Bischofsweihe; Mitkonsekratoren waren Joseph Matthew Breitenbeck, Bischof von Grand Rapids, und Joseph Crescent McKinney, Weihbischof in Grand Rapids.
Am 24. Juni 1989 wurde er zum Bischof von Grand Rapids ernannt und am 30. August desselben Jahres in das Amt eingeführt. Von seinem Amt trat er am 13. Oktober 2003 zurück. Er starb am Aschermittwoch, dem 2. März 2022, im Saint Ann's Home in Grand Rapids.